# Glenea ochreicollis
Glenea ochreicollis là một loài bọ cánh cứng trong họ Cerambycidae.